# Kikish Crag
Der Kikish Crag (bulgarisch връх Кикиш wrach Kikisch) ist ein 650 m hoher Berg auf der Livingston-Insel im Archipel der Südlichen Shetlandinseln. Im Friesland Ridge der Tangra Mountains ragt er 0,71 km westsüdwestlich des Stambolov Crag. Besonders markant ist sein unverschneiter Westhang.
Die bulgarische Kommission für Antarktische Geographische Namen benannte den Berg 2002 nach einer Örtlichkeit im Witoschagebirge im Zentrum Bulgariens.